# Pardoglossum atlanticum
Pardoglossum atlanticum là loài thực vật có hoa trong họ Mồ hôi. Loài này được (Pit.) Barbier & Mathez mô tả khoa học đầu tiên năm 1973.